# 南阿里環礁
南阿里環礁（羅馬化：Ariatholhu Dhekunuburi），行政名称为阿利富達盧環礁（英語：Alifu Dhaalu Atoll；以第八个与第十二个它拿字母命名），是馬爾代夫的行政環礁，在1984年建立，共49個島嶼（其中10個有人居住）組成，人口為13387。
南阿里環礁是行政環礁，僅為行政區劃，並不是自然環礁。一如其他行政環礁，這些名稱並不能精確地從地理或文化上劃分馬爾代夫。

## 外部連接
. 馬爾代夫官方.   [2016-12-30]. （原始内容存档于2016-12-30）.